# 酒井修 (空手家)
酒井　修（さかい　おさむ、1970年6月10日　- ）は日本人空道家。浪速の超特急、ガラスのハードパンチャー、関西の虎の異名で知られる。
大阪市出身。国際空道連盟大道塾関西本部所属。1990年代の大道塾においてエースとして活躍し、中量級、軽重量級、無差別級において王者となった。一撃必殺の打撃力を持ち、1995年北斗旗空手道選手権大会無差別級のアレクセイ・コノネンコ選手との試合での、上段回し蹴りによる失神KO勝ちが有名。

## 来歴
- 1991年 - 北斗旗空手道選手権大会中量級優勝
- 1992年 - 北斗旗空手道選手権大会軽重量級準優勝
- 1994年 - 北斗旗空手道選手権大会軽重量級優勝（最優秀勝利者賞）
- 1995年 - 北斗旗空手道選手権大会無差別級優勝（史上初の北斗旗4冠）

## エピソード
- 現役を退いた一時、格闘ゲームに熱中し、格闘技雑誌でも取り上げられた。バーチャファイター四段の腕前。